# Nationaltheater Belgrad
Das Nationaltheater in Belgrad (serbisch: Народно позориште у Београду / Narodno Pozorište u Beogradu) wurde in der zweiten Hälfte des 19. Jahrhunderts gegründet und befindet sich am Platz der Republik in Belgrad. Mit der Errichtung dieses Objekts und der Verwirklichung des Regulierungsplans von Josimović aus dem Jahr 1867 für die Stadt im Graben, wurden die Bedingungen für die Bildung des heute wichtigsten Belgrader Platzes, dem Trg republike, geschaffen. Das Nationaltheater, das bereits im längst vergangenen Jahr 1868 errichtet wurde, begleitete das Schicksal des eigenen Volks und des Staats, durchlief viele Phasen der Bau-  und Kunst-Entwicklung und blieb als Symbol der serbischen Kultur, Tradition und Geistlichkeit bestehen. Heute arbeiten unter seinem Dach drei Kunstensembles – die Oper, das Drama und das Ballett.

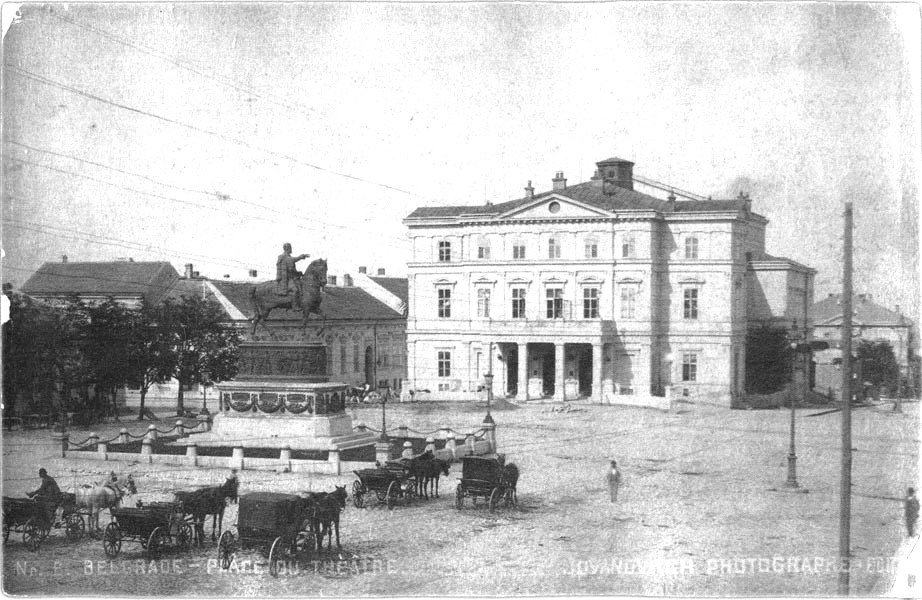
Theaterplatz in Belgrad 1895

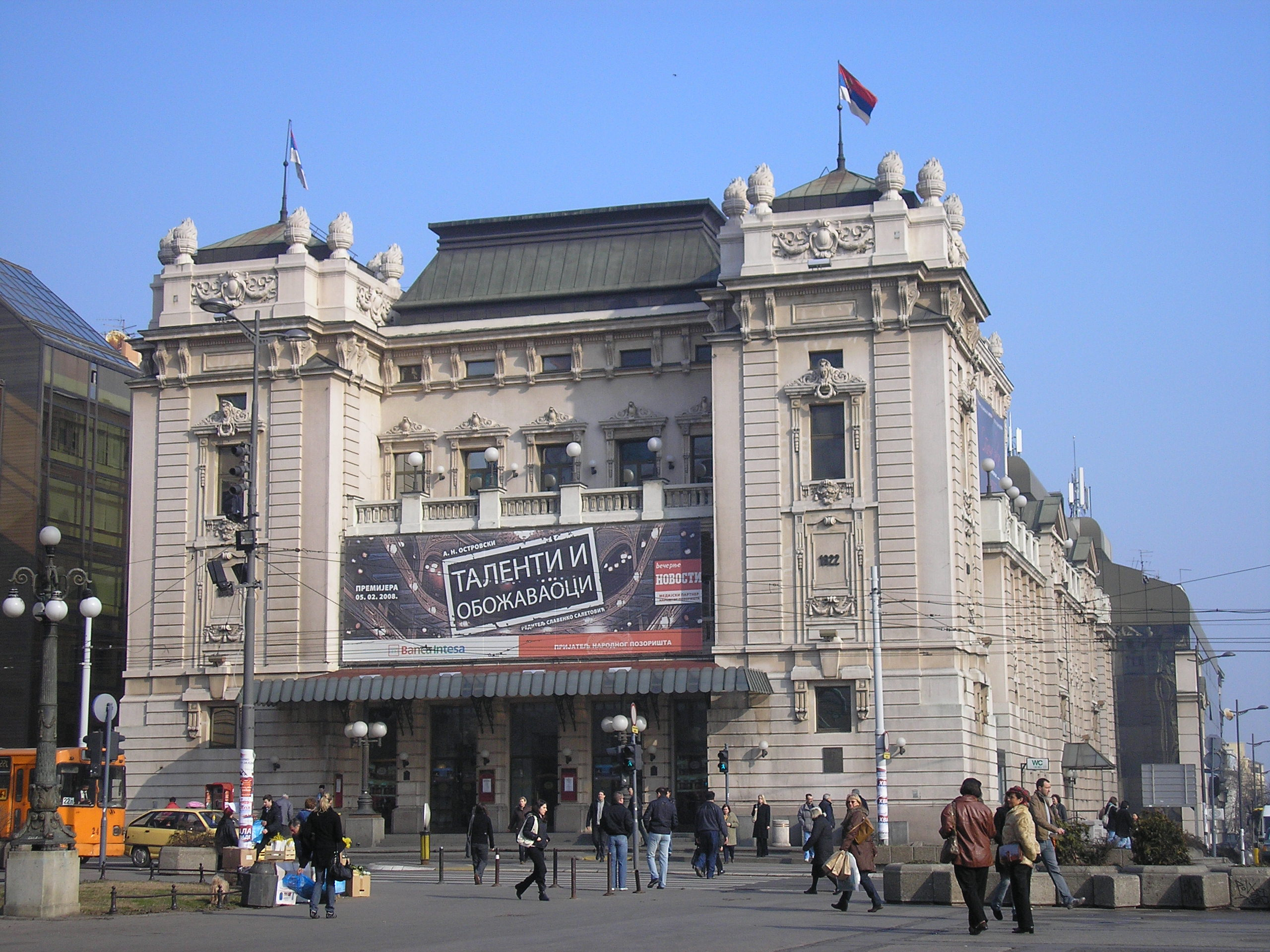
Nationaltheater Belgrad heute

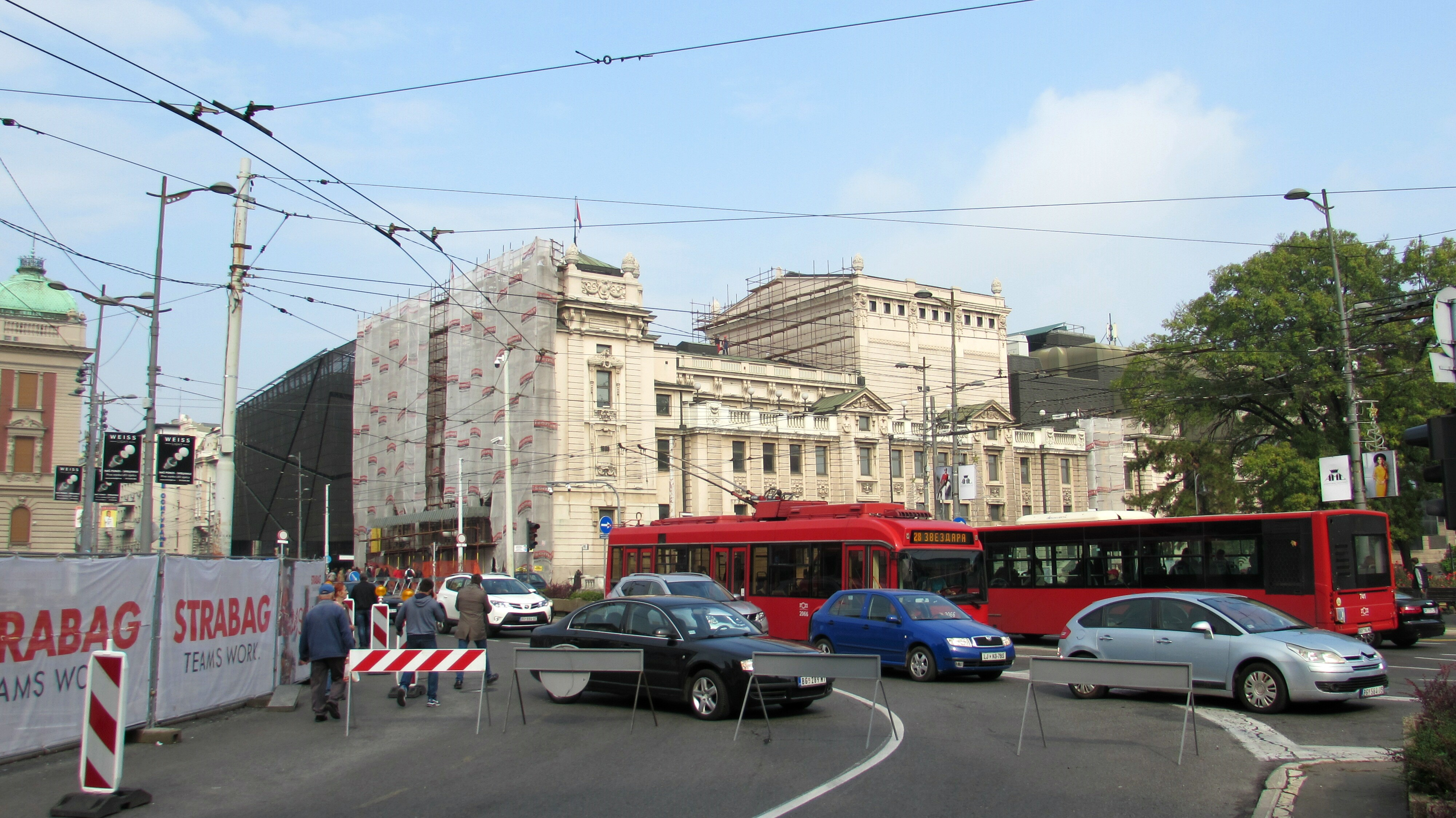
Das Theater 2018

## Geschichte
1851 entstand erstmals die Idee eines ständigen Theaters in Belgrad und das Komitee „Liebhaber der Nationalen Bildung“ (serbisch-kyrillisch Љубитељи народне просвете) wurde gegründet. Ein erster Bauplatz auf Zeleni Venac wurde auserkoren, aber aufgrund des sumpfigen Untergrundes stoppte man die Fundamentierungen kurz nach ihrem Beginn. Überbleibsel davon finden sich noch vor Ort und Teile der Mauern, von der man aber auch Steine entnahm, um das neue Theatergebäude in der Nähe des Istanbuler Tores zu errichten. Die Unterbrechung bei Zeleni Venac entmutigte das Komitee nämlich nicht: sie wandten sich hilfesuchend an Fürst Mihailo Obrenović III. von Serbien. So entstand 1863 das Nationale Theater quasi nochmals.
Voller Begeisterung nach einer Aufführung des Serbischen Nationaltheaters aus Novi Sad (zu dieser Zeit Hauptstadt serbischer Kultur in Österreich-Ungarn) in Belgrad (zu dieser Zeit Hauptstadt des Fürstentum Serbiens), lud Fürst Mihailo den Leiter Jovan Đorđević ein, das Theater in Belgrad als Institution zu begründen – sieben Jahre nachdem letzterer das Novi Sad Theater gegründet hatte. Er kam tatsächlich mit der Hälfte seiner Schauspieltruppe.

## Bau
Fürst Mihajlo erteilte Aleksandar Bugarski, dem wichtigsten Architekten Belgrads im 19. Jahrhundert, den Auftrag zum Bau. Dieser nahm sich die Scala in Mailand zum Vorbild. Die Eröffnung fand am 30. Oktober 1869 statt.
Das Gebäude wurde zwischen 1919 und 1922 umgestaltet und erweitert, wobei der Architekt Josif Bukavac der Fassade ihr heutiges neobarockes Aussehen gab, insbesondere durch die Akzentuierung mit zwei Ecktürmen. In ihnen befinden sich Treppenhäuser. 1964/65 wurde erneut umgestaltet, diesmal der Zuschauerraum, was aber 1986–1989 wieder rückgängig gemacht wurde, um die frühere Gestalt von 1922 wiederherzustellen. Seit 1983 ist das Theater als "Kulturdenkmal von größtem Wert" eingestuft.

## Liste der Direktoren
Bis auf zwei Ausnahmen standen dem Nationaltheater bisher nur männliche Direktoren vor.
| Direktor                              | von               | bis                |
| ------------------------------------- | ----------------- | ------------------ |
| Jovan Đorđević, 1. Amtszeit           | 1. November 1868  | 5. Januar 1871     |
| Đorđe Maletić                         | 5. Januar 1871    | 11. Dezember 1871  |
| Milan A. Simić, 1. Amtszeit           | 11. Dezember 1871 | 22. Oktober 1875   |
| Jovan Đorđević, 2. Amtszeit           | 22. Oktober 1875  | 1. April 1877      |
| Milorad Popović Šapčanin, 1. Amtszeit | 1. April 1877     | 12. November 1877  |
| Milan A. Simić, 2. Amtszeit           | 12. November 1877 | 5. März 1880       |
| Milorad Popović Šapčanin, 2. Amtszeit | 5. März 1880      | 15. August 1893    |
| Nikola Petrović, 1. Amtszeit          | 15. August 1893   | 14. Juli 1900      |
| Branislav Nušić                       | 14. Juli 1900     | 14. Januar 1902    |
| Jovan Đ. Dokić                        | 15. Januar 1903   | 15. Mai 1903       |
| Dragomir Janković                     | 15. Mai 1903      | 30. Juli 1906      |
| Nikola Petrović, 2. Amtszeit          | 30. Juli 1906     | 29. November 1906  |
| Mihajlo Marković                      | 29. November 1906 | 17. Juli 1909      |
| Milan Grol, 1. Amtszeit               | 17. Juli 1909     | 31. März 1910      |
| Milorad Gavrilović                    | 31. März 1910     | 30. Dezember 1919  |
| Milan Grol, 2. Amtszeit               | 1. September 1911 | 28. Juli 1914      |
| Milutin Čekić                         | 1. Dezember 1918  | 5. August 1919     |
| Milan Grol, 3. Amtszeit               | 5. August 1919    | 28. Februar 1924   |
| Milan Predić, 1. Amtszeit             | 1. März 1924      | 11. November 1924  |
| Velimir Živojinović Masuka            | 11. November 1924 | 21. August 1925    |
| Milan Predić, 2. Amtszeit             | 21. August 1925   | 14. August 1933    |
| Dragoslav Ilić                        | 14. August 1933   | 21. Februar 1935   |
| Branislav Vojnović                    | 21. Februar 1935  | 28. September 1939 |
| Milan Predić, 3. Amtszeit             | 13. Oktober 1939  | 26. Juni 1940      |
| Momir Veljković                       | 26. Juli 1940     | 1. August 1941     |
| Jovan Popović                         | 1. August 1941    | 30. Dezember 1944  |
| Milan Predić                          | 1. Januar 1945    | 30. April 1947     |
| Velibor Gligorić                      | 1. Juli 1947      | 30. August 1950    |
| Milan Bogdanović                      | 1. September 1950 | 31. März 1962      |
| Gojko Miletić                         | 1. Juli 1962      | 29. Februar 1972   |
| Velimir Lukić                         | 15. Juni 1972     | 16. April 1990     |
| Vida Ognjenović                       | 16. April 1990    | 1993               |
| Aleksandar Berček                     | 21. Januar 1993   | 10. Mai 1997       |
| Nebojša Bradić                        | 16. April 1997    | 13. Juli 1999      |
| Željko Simić                          | 13. Juli 1999     | Oktober 2000       |
| Ljubivoje Tadić                       | 12. Dezember 2000 | 31. März 2005      |
| Dejan Savić                           | 31. März 2005     | 23. November 2007  |
| Predrag Ejdus                         | 23. November 2007 | 11. November 2009  |
| Božidar Đurović                       | 22. Oktober 2009  | 4. Oktober 2012    |
| Dejan Savić                           | 2012              | 2018               |
| Irena Vujić                           | 2018              | 2021               |
| Svetislav Goncić                      | 2021              | heute              |

## Aktuell
Heute beherbergt das Theater drei Künstler-Ensembles unter seinem Dach, Drama, Oper und Ballett. Rund 150.000 Besucher sehen ca. 600 Aufführungen pro Jahr. Die Aufführungen finden in zwei Auditorien statt: Belgrad Square - Haupt-Bühne mit 700, und Rasa Plaovic Bühne mit 300 Sitzplätzen.